# Tipula kephalos
Tipula kephalos är en tvåvingeart som beskrevs av Günther Theischinger 1979. Tipula kephalos ingår i släktet Tipula och familjen storharkrankar. Inga underarter finns listade i Catalogue of Life.